# Tom Vannoppen
Tom Vannoppen (* 21. Dezember 1978 in Ham) ist ein ehemaliger belgischer Radrennfahrer, der vorwiegend im Cyclocross aktiv war.
Vannoppen gewann bei Cyclocross-Weltmeisterschaften in Zolder die Silbermedaille hinter Mario De Clercq. Im Jahr 2004 konnte er das Superprestige-Rennen in Sint-Michielsgestel für sich entscheiden. 2010 wurde er Zweiter der belgischen Cyclocrosmmeisterschaften für Elitefahrer ohne Vertrag.
Auf der Straße fuhr Vannoppen seit dem Jahr 2000 für verschiedene belgische Radsportteams, zuletzt 2007 beim UCI Continental Team Sunweb-Projob.

## Teams
- 2000–2001 Vlaanderen 2002
- 2002–2003 Palmans-Collstrop
- 2004–2005 MrBookmaker.com
- 2006 Palmans Collstrop
- 2007 Sunweb-Projob